# Café Diglas

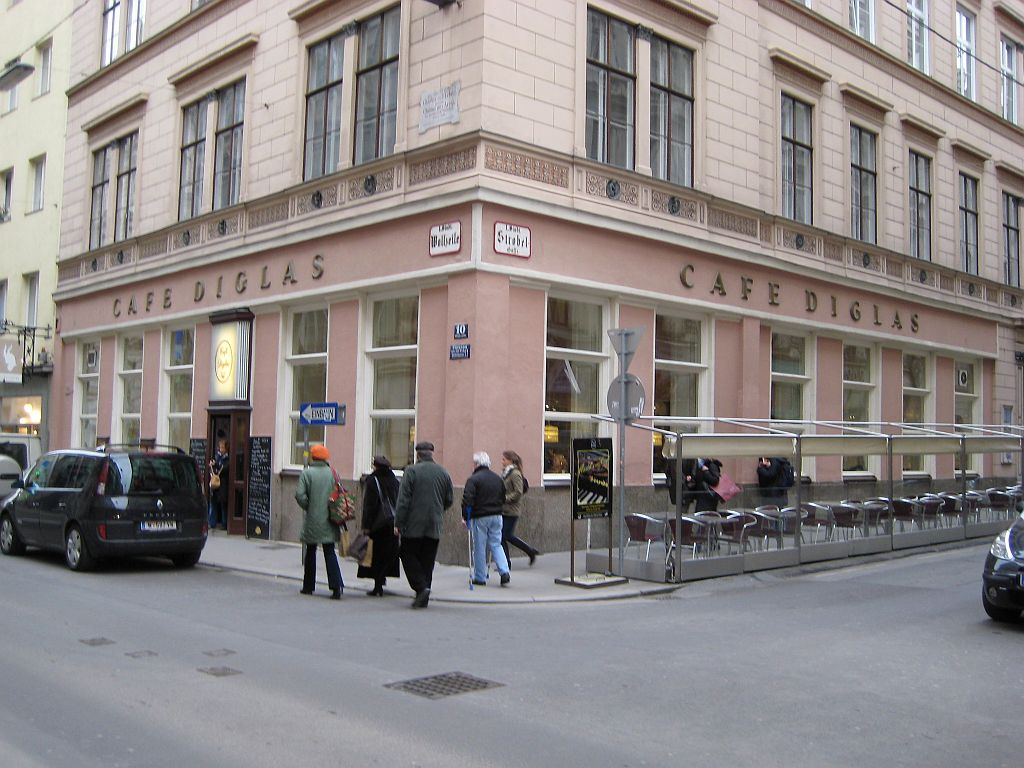
Café Diglas, Außenansicht (März 2008)

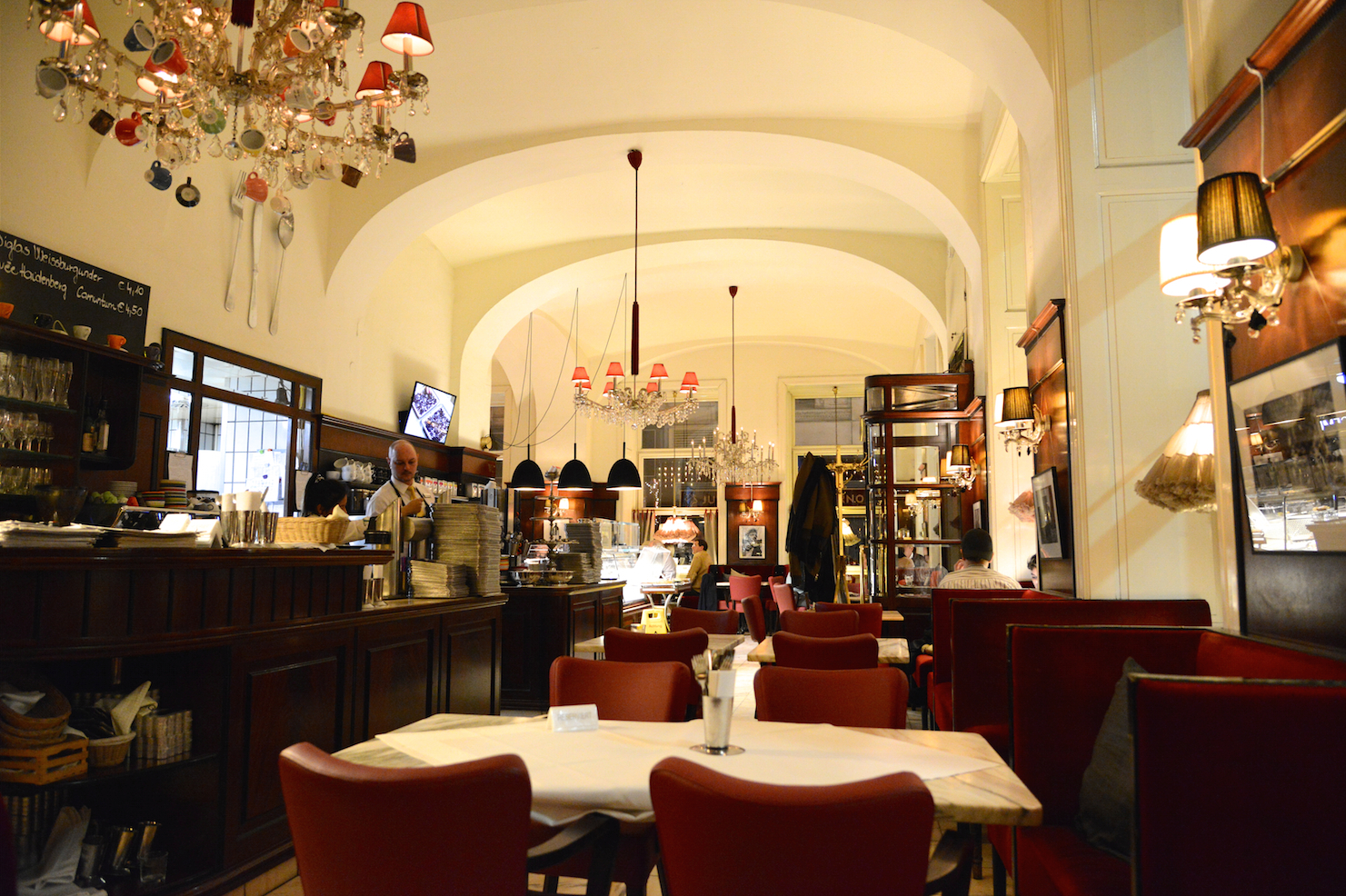
Café Diglas, Jänner 2018

Das Café Diglas ist ein traditionsreiches Wiener Kaffeehaus an der Wollzeile im 1. Wiener Gemeindebezirk Innere Stadt.

## Geschichte
Die Familie Diglas ist seit dem Jahr 1875 ein Teil der Wiener Gastronomielandschaft. Hans Diglas II führte einige Betriebe, unter anderem ein Restaurant im Türkenschanzpark, dessen erster Gast Kaiser Franz Joseph I. war. Die Söhne des geschäftstüchtigen Gastronomen, Franz und Hans Diglas, betrieben nach einem längeren Aufenthalt in den Vereinigten Staaten ebenfalls verschiedene Lokale in Wien. Dazu zählten, das Casino Zögernitz, die Restauration am Maurer Hauptplatz, das Tabarin in der Annagasse, oder die Restaurationen im Gänsehäuflbad.
Das Casino Zögernitz war über lange Jahre der Stammsitz der Familie. Im 1837 erbauten Casino Zögernitz befand sich das Kaffeehaus Hans und Franz Diglas, Johann Strauß Vater und Sohn haben dort im Gastgarten an Wochenenden aufgegeigt. Es befand sich im Zögernitz einem prachtvollen Ballsaal. Um die Jahrhundertwende gab es hier ein Freiluftkino. Es war ein beliebtes Ausflugsziel der Wiener, vor dem Zögernitz war die Endstation der Pferdestraßenbahn.
1923 wurde von dem Brüderpaar im Haus Wollzeile 10 das Café Diglas gegründet. An dieser Stelle befand sich um die Jahrhundertwende das Café Royal und danach das Piccadilly. Zu den Gästen des Café Diglas zählten zahlreiche Künstler und Politiker, unter anderem Franz Lehár, Karl Farkas, Heimito von Doderer und der junge O. W. Fischer. Nach einer Umgestaltung in den 1950er Jahren wurde es etwas stiller um das Diglas. Nachdem 1964 Hans Diglas III den Betrieb mit einer Vollkonzession als Café-Restaurant geführt hatte, ließ sein Sohn Hans Diglas IV das Lokal 1988 renovieren, um ihm sein ursprüngliches Erscheinungsbild als klassisches Wiener Kaffeehaus wiederzugeben.
Seit 1999 führt die Familie Diglas eine Filiale am nahe gelegenen Fleischmarkt, das Café Diglas unter Stammgästen das „Kleine Diglas“ genannt, dessen Patisserie das Stammhaus in der Wollzeile mit Mehlspeisen beliefert. An der Adresse Fleischmarkt 16 befand sich bereits seit 1875 eine Konditorei, ursprünglich Konditorei zum Weißen Kreuz genannt.
2016 kamen zwei weitere Betriebe hinzu, das Café Diglas im Schottenstift (früher: Café Haag) und die Meierei im Türkenschanzpark (wo ab 1888 Hans Diglas II das Café-Restaurant betrieben hatte.)
Bei Diglas ist mit Johann Diglas Jun. und Elisabeth Diglas die 6. Generation am Werk; 2017 kam ein weiteres Traditionskaffeehaus dazu, das Café Weimar im 9. Wiener Gemeindebezirk.